# Pithecops semoni
Pithecops semoni är en fjärilsart som beskrevs av Arnold Pagenstecher 1893. Pithecops semoni ingår i släktet Pithecops och familjen juvelvingar. Inga underarter finns listade i Catalogue of Life.